# Curt Miller
Curt Miller (ur. 6 października 1968 w Girard) – amerykański koszykarz akademicki, następnie trener koszykarski, od 2023 trener Los Angeles Sparks.
W szkole średniej Girard uprawiał też lekkoatletykę, biegi sprinterskie. Poprawił rekord szkoły w biegu na 200 metrów, ustanowiony sześć lat wcześniej przez swojego starszego brata Craiga.
W 2012 był finalistą w głosowaniu na trenera roku NCAA Division I kobiet (według WBCA). 21 października 2022 został trenerem Los Angeles Sparks.

## Osiągnięcia

### Trenerskie
Drużynowe
- Wicemistrzostwo WNBA (2019, 2022)
- Mistrzostwo:
  - olimpijskie kobiet (2024)¹[3]
  - sezonu regularnego konferencji Mid-American (MAC) NCAA kobiet (2005, 2006, 2009, 2010, 2012)
  - turnieju konferencji:
    - MAC kobiet (2005, 2006, 2009, 2010, 2012)
    - Mountain West kobiet (2001)¹

Indywidualne
- Trener roku:
  - WNBA (2017, 2021)[4]
  - konferencji Mid-American (2005–2009, 2012)[5]
  - Russell Athletic/WBCA Region 4 (2006, 2007, 2009, 2012)[1]
- Zaliczony do galerii sław sportu:
  - Erie Sports Hall Of Fame (2018)
  - Hive Of Fame (2013)

¹ – jako asystent trenera